# Вейтсбург (Вашингтон)
Вейтсбург (англ. Waitsburg) — місто (англ. city) в США, в окрузі Валла-Валла штату Вашингтон. Населення — 1166 осіб (2020).

## Географія
Вейтсбург розташований за координатами 46°16′11″ пн. ш. 118°9′0″ зх. д. / 46.26972° пн. ш. 118.15000° зх. д. (46.269621, -118.149912).  За даними Бюро перепису населення США в 2010 році місто мало площу 2,89 км², уся площа — суходіл. В 2017 році площа становила 3,07 км², уся площа — суходіл.

### Клімат
| Клімат : Вейтсбург    | Клімат : Вейтсбург | Клімат : Вейтсбург | Клімат : Вейтсбург | Клімат : Вейтсбург | Клімат : Вейтсбург | Клімат : Вейтсбург | Клімат : Вейтсбург | Клімат : Вейтсбург | Клімат : Вейтсбург | Клімат : Вейтсбург | Клімат : Вейтсбург | Клімат : Вейтсбург | Клімат : Вейтсбург |
| Показник              | Січ.               | Лют.               | Бер.               | Квіт.              | Трав.              | Черв.              | Лип.               | Серп.              | Вер.               | Жовт.              | Лист.              | Груд.              | Рік                |
| Середній максимум, °C | 4,4                | 7,2                | 11,7               | 16,1               | 20,6               | 25,0               | 30,6               | 30,0               | 24,4               | 17,8               | 9,4                | 5,0                | 16,7               |
| Середній мінімум, °C  | −3,9               | −1,7               | 1,1                | 3,3                | 6,7                | 10,0               | 12,8               | 12,2               | 8,3                | 3,9                | 0,0                | −2,8               | 3,9                |
| Норма опадів, мм      | 61                 | 48                 | 53                 | 41                 | 41                 | 33                 | 13                 | 13                 | 23                 | 41                 | 64                 | 64                 | 490                |
| --------------------- | ------------------ | ------------------ | ------------------ | ------------------ | ------------------ | ------------------ | ------------------ | ------------------ | ------------------ | ------------------ | ------------------ | ------------------ | ------------------ |
| Джерело: Weatherbase  |                    |                    |                    |                    |                    |                    |                    |                    |                    |                    |                    |                    |                    |

## Демографія
Згідно з переписом 2010 року, у місті мешкало 1217 осіб у 475 домогосподарствах у складі 328 родин. Густота населення становила 421 особа/км².  Було 522 помешкання (181/км²).
Расовий склад населення:
| - 93,1 % — білих - 1,5 % — корінних американців - 0,7 % — азіатів - 0,2 % — вихідців з тихоокеанських островів - 0,2 % — чорних або афроамериканців - 1,9 % — осіб інших рас |

До двох чи більше рас належало 2,3 %. Частка іспаномовних становила 5,3 % від усіх жителів.
За віковим діапазоном населення розподілялося таким чином: 26,4 % — особи молодші 18 років, 57,5 % — особи у віці 18—64 років, 16,1 % — особи у віці 65 років та старші. Медіана віку мешканця становила 41,0 року. На 100 осіб жіночої статі у місті припадало 98,5 чоловіків;  на 100 жінок у віці від 18 років та старших — 93,5 чоловіків також старших 18 років.
Середній дохід на одне домашнє господарство  становив 59 193 долари США (медіана — 48 250), а середній дохід на одну сім'ю — 72 341 долар (медіана — 60 833). Медіана доходів становила 47 054 долари для чоловіків та 39 821 долар для жінок. За межею бідності перебувало 20,1 % осіб, у тому числі 30,2 % дітей у віці до 18 років та 10,8 % осіб у віці 65 років та старших.
Цивільне працевлаштоване населення становило 511 осіб. Основні галузі зайнятості: освіта, охорона здоров'я та соціальна допомога — 26,8 %, науковці, спеціалісти, менеджери — 12,1 %, публічна адміністрація — 10,2 %, транспорт — 9,6 %.